# Charlottenstollen

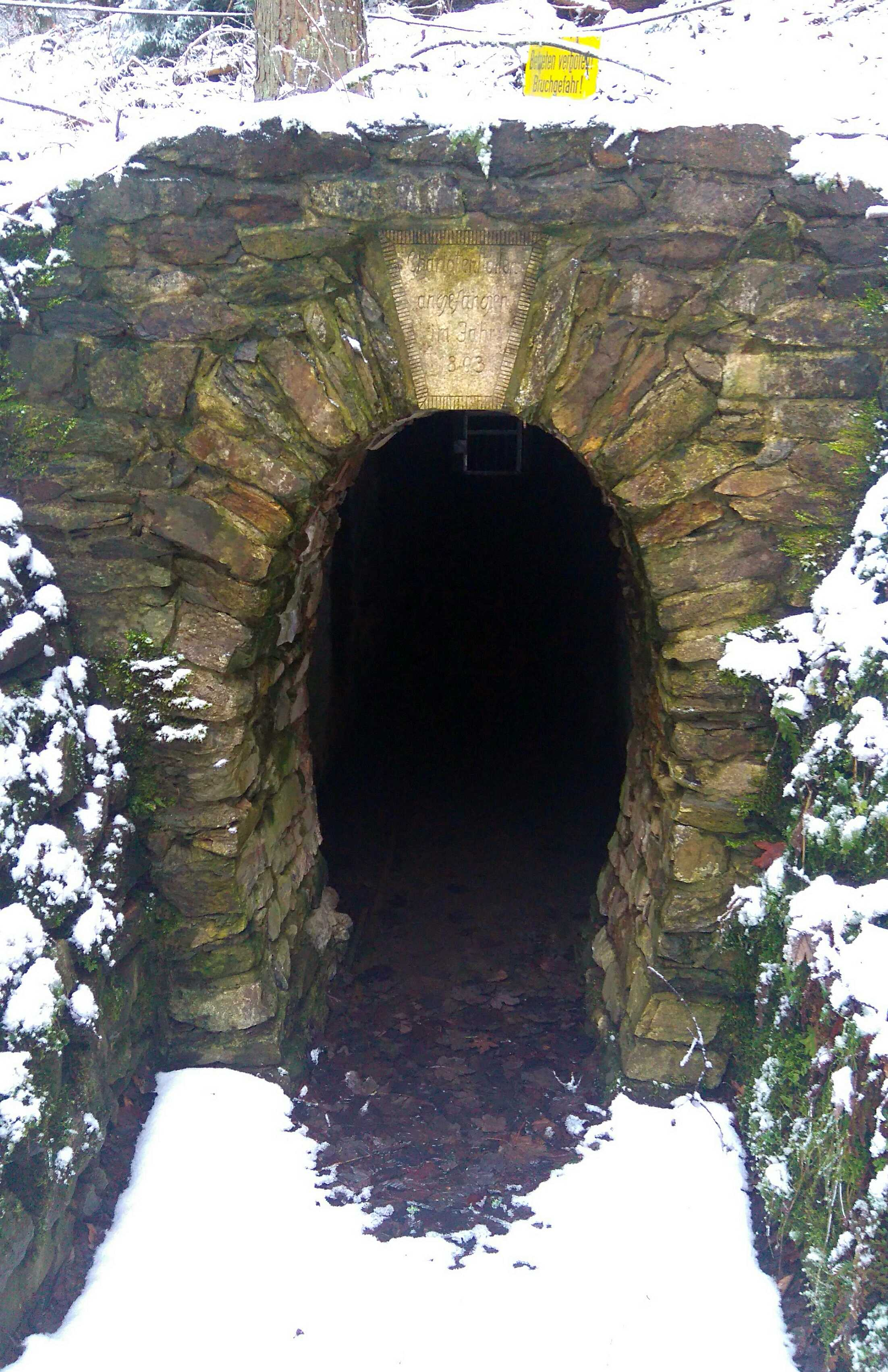
Mundloch des Charlottenstollens von 1803

Der Charlottenstollen in der Montanregion Harz ist ein ehemaliges Bergwerk im Ortsteil Elbingerode (Harz) der Stadt Oberharz am Brocken in Sachsen-Anhalt. Er diente vornehmlich der Lösung der Wässer der in der Elbingeröder Gräfenhagensbergpinge bauenden Bergwerke. Sein wiederhergestelltes Mundloch ist heute ein Bergbaudenkmal und sein unterirdischer Verlauf dient als Quartier für Fledermäuse. Der Stollen ist Station des Elbingeröder Bergbaulehrpfades.

## Lage
Der Stollen liegt im Nordharz unweit der Bundesstraße 244, die Wernigerode mit Elbingerode (Harz) verbindet. Unterhalb des Stollens führt die Weißkopfchaussee entlang, die beim früheren Chausseehaus Bolmke unweit des Schlosswasserhäuschens in die Bundesstraße 244 mündet.

## Geschichte
Das Amt Elbingerode, in dem sich der Charlottenstollen befindet, gehörte bis in das 16. Jahrhundert den auf dem Schloss Wernigerode residierenden  Grafen zu Stolberg. Diese verloren das aufgrund des ergiebigen Bergbaus sehr ertragreiche Amt Elbingerode an die Herzöge von Braunschweig, wodurch es im 18. Jahrhundert an das Kurfürstentum Hannover fiel und ab 1867 zur preußischen Provinz Hannover gehörte.
Am Büchenberg wurde bereits im Hochmittelalter viel Bergbau betrieben. Er lag an der Grenze des Amtes Elbingerode zur Grafschaft Wernigerode. Auf deren Territorium wurde oberhalb von Bolmke der Augustenstollen auf Kosten des Grafen zu Stolberg-Wernigerode angelegt, der der Wasserlösung für die gräflich-stolbergischen Bergwerke diente. Von der Wasserlösung profitierten jedoch auch einige der im Amt Elbingerode am Büchenberg gelegenen Bergwerke. Daher verlangten die Grafen zu Stolberg eine finanzielle Unterstützung für die Unterhaltung des Augustenstollens.
Das für das Amt Elbingerode zuständige Bergamt Clausthal berechnete, dass auf Dauer die an die Grafen zu Stolberg-Wernigerode zu leistenden Unterhaltungskosten für den Augustenstollen höher sind, als einen eigenen Stollen auf dem Territorium des Amtes anzulegen. Daher bewilligte das Bergamt Clausthal finanzielle Mittel für die Anlage eines eigenen Lösungsstollen auf dem Territorium des hannoverschen Amtes Elbingerode, der mit einer Länge von 108 Lachtern projektiert wurde. Im Jahre 1803 wurde oberhalb der Weißkopfchaussee mit der Auffahrung des Stollens in den Büchenberg begonnen. Davon kündete ein Schlussstein über dem Mundloch, der im Lauf der Jahrhunderte verloren ging und 2005 wieder rekonstruiert wurde.

## Denkmal
Der Charlottenstollen ist als Baudenkmal unter der Erfassungsnummer 10725012 in der Liste der Kulturdenkmale in Oberharz am Brocken verzeichnet.